# Manicoré
Manicoré es un municipio de Brasil situado en el estado de Amazonas, con una población de 48 252 habitantes.  Está situada a 199 km de Manaus. Posee un área de 46 733 km².